# Art preromànic croat

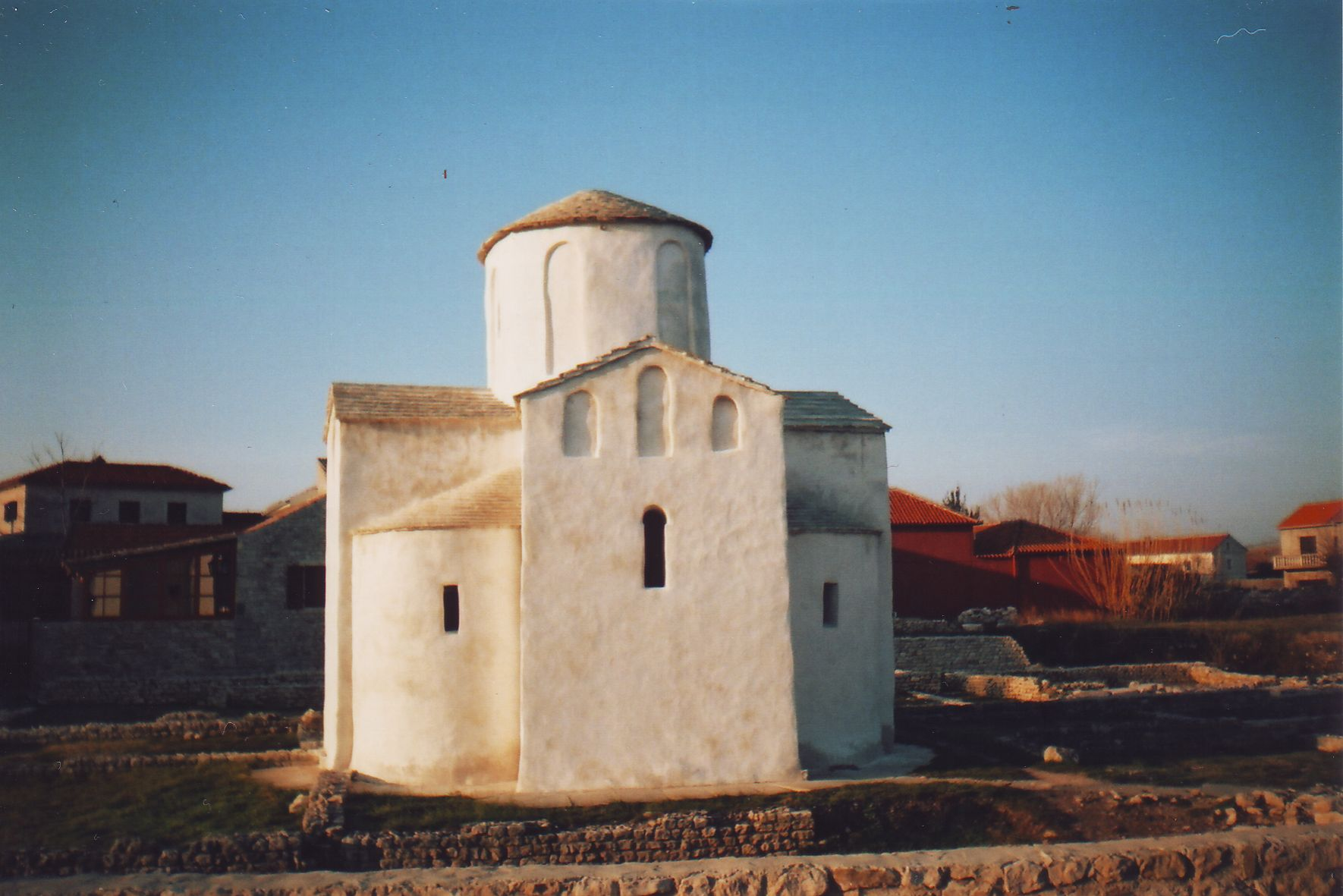
Església de la Santa Creu, Nin, del. Catedral més petita del món.

L'art preromànic croat o antic croat és l'art preromànic localitzat a Croàcia. Aquest art es genera a través dels governants del Regne de Croàcia als Balcans, fins a finals del segle xi, quan s'estableix el domini de l'estil romànic.

## Història i evolució

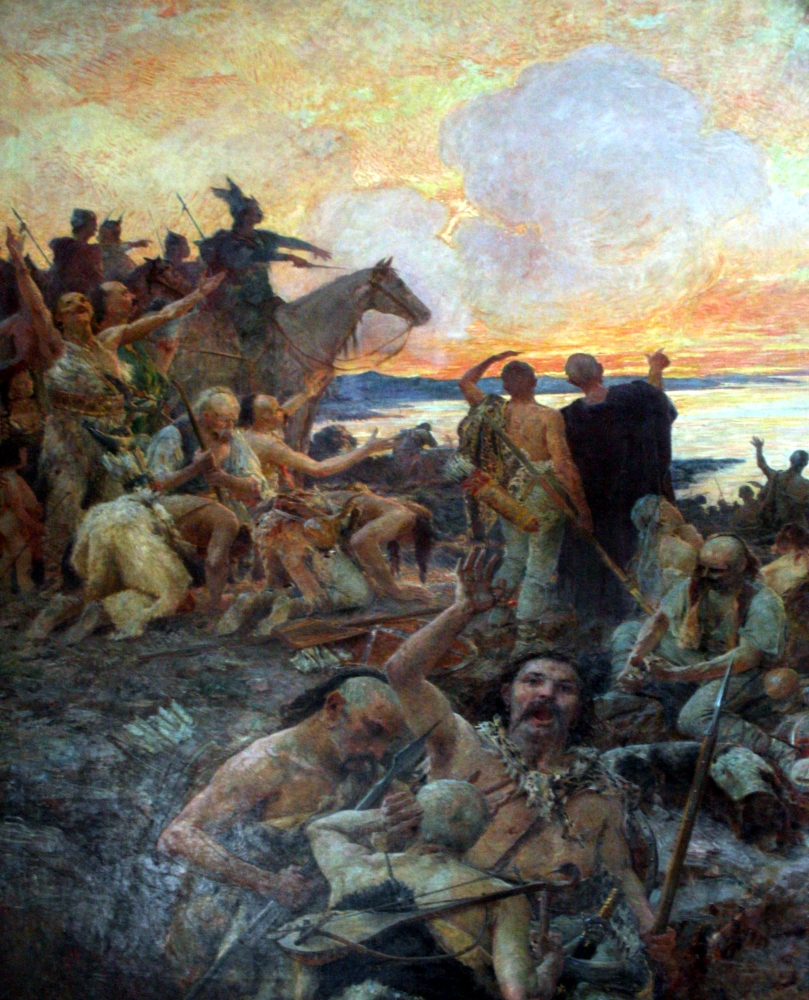
Celestin Medović, Arribada de Croats, abans 1920, Institut d'Història de Croàcia, Zagreb.

Els croats es van traslladar del nord d'Europa, juntament amb altres eslaus i els àvars, a la zona de les antigues províncies romanes de Pannònia, Dalmàcia i Ístria. Allà van fundar diversos principats: Pannònia Croata al nord, al voltant del riu Sava, i Dalmàcia Croata, al llarg de la costa adriàtica del sud. Junts van ser coneguts com a Croàcia Blanca, mentre que a l'est, hi havia els principats medievals del sud de Dalmàcia que, de vegades, eren anomenats col·lectivament Croàcia Roja.
El desenvolupament de la cultura croata comença durant l'etapa de l'edat de ferro. El procés de romanització no va tenir massa influència sobre la població, tot i que posteriorment, per influència dels àvars, es va assimilar el cristianisme i els governants van aprendre a parlar i escriure llatí. La majoria dels principats es van convertir al cristianisme en el segle ix amb l'excepció de Pagània, que va ser fidel a l'antiga mitologia eslava fins al segle xiii.

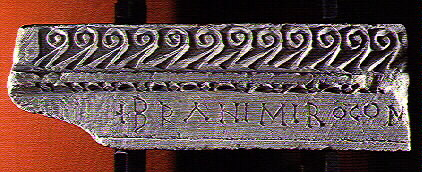
Entrellaçat croat, amb la inscripció del nom del duc Branimir l'any 880.

El primer governant croat reconegut pel Papat va ser el duc Branimir, que va ser nomenat pel Papa Joan VIII dux Chroatorum en el seu edicte del 879. El primer rei de Regne de Croàcia, Tomislav, de la dinastia Trpimirović, va ser coronat cap al 925 com a rex Chroatorum. Aquest, va unir el Principat de Pannònia i el Ducat Litoral de Croàcia. Durant l'edat mitjana, Croàcia assolí el seu punt més àlgid durant el regnat de Pere Krešimir IV (1058-1074).
Durant l'època de la monarquia croata el país rarament va ser governat des d'un sol indret. La cort reial es movia de ciutat en ciutat, allà on hi havia un castell propietat del rei. Les ciutats reials més importants van ser Nin, Biograd na Moru i Knin. Altres ciutats més grans eren Zadar, Ruptura, Krk, Osor, Trogir, Ston i Dubrovnik, indrets que originalment van ser assentaments romans i que eventualment van ser assimilats per la població local.
Després de la mort de l'últim governant de la dinastia Trpimirović el 1091, la majoria de la noblesa croata va acceptar el rei hongarès Coloman com a rei del regne unificat de Croàcia i Hongria. Aquest es va establir pel tractat Pacta Conventa de l'any 1102. En aquell moment tot l'art croat ja s'havia configurat amb les característiques de l'estil romànic.

## Antiga arquitectura croata

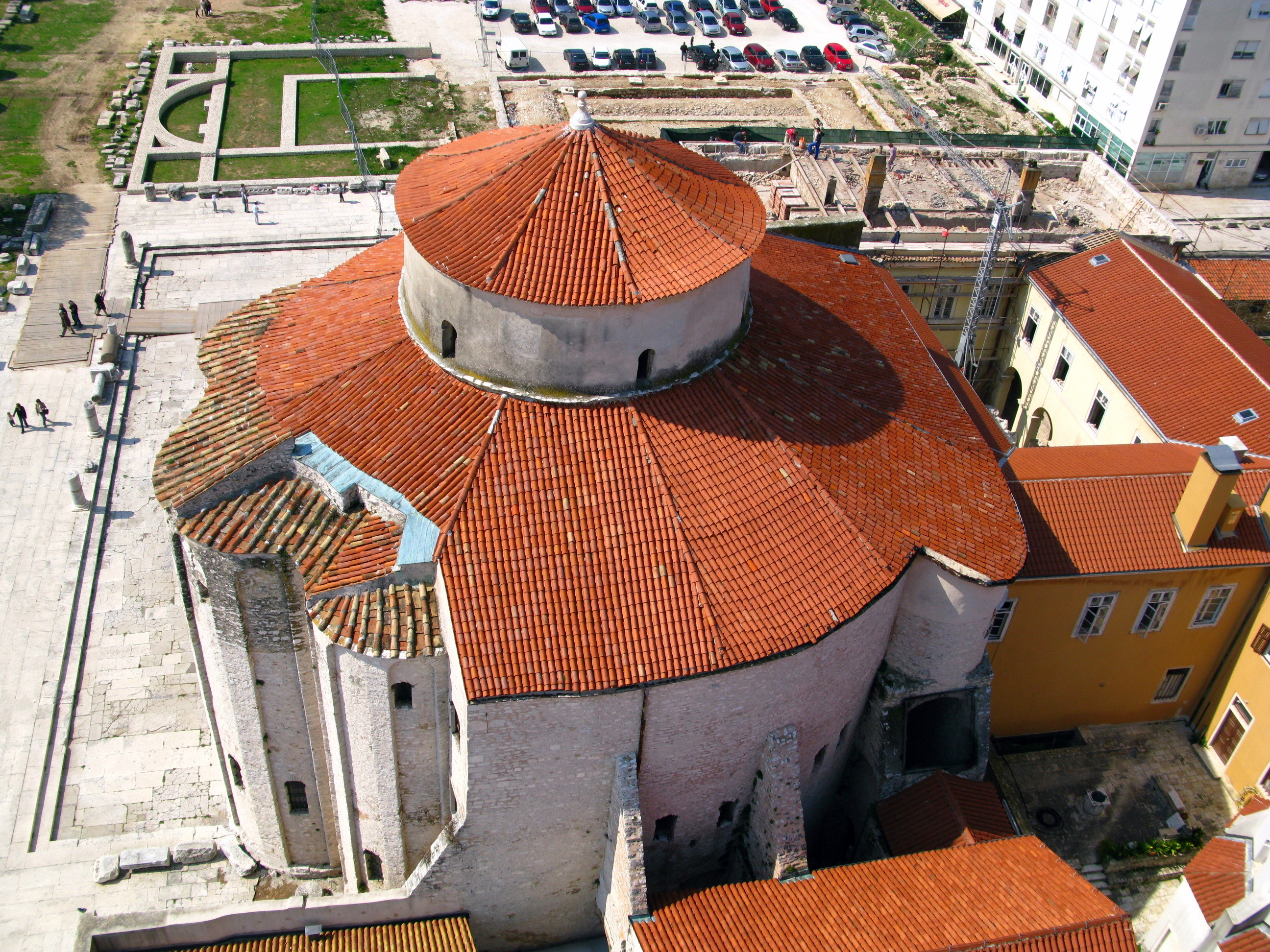
Església de St. Donatus del a Zadar

Durant els segles VII i VIII a Croàcia hi havia la tendència de construir edificis més petits a partir dels elements materials i decoratius dels edificis romans més antics que havien quedat en runes. A partir del segle ix, paral·lelament a l'establiment dels principats croats, va sorgir una nova arquitectura de característiques preromàniques. Es va basar en nombroses influències entre les quals cal destacar la dels francs i els romans d'Orient com a corrents més importants. Lentament, aquestes influències heretades es van perdre en favor de formes arquitectòniques més originals.

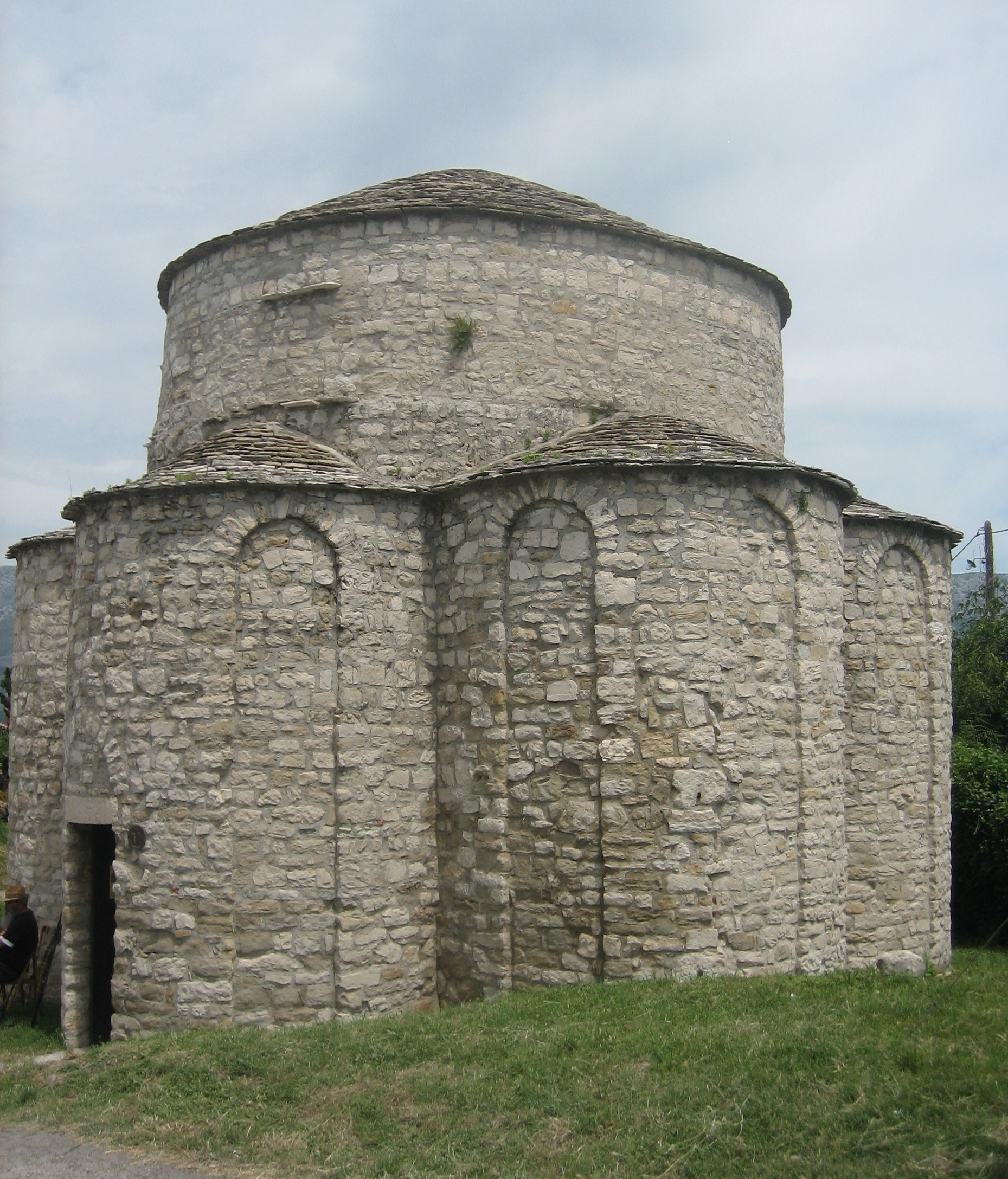
Església dels Tres Sants a Split (segles IX-XI)

A partir d'aquest moment, hi ha dotzenes de grans i petites esglésies conservades a tota la costa i illes croates. Totes elles estaven construïdes amb pedres trencades i amb una capa gruixuda de morter per dins i per fora. Hi abunden petits i estrets nínxols decoratius amb capes arquejades (com l'església de Sant Pere a Priko vora Omiš i Sant Miquel prop de Ston). A més a més, sovint presenten voltes de pedra, absis i cúpules, així com mobles de pedra (marcs de portes i finestres, finestres de pedra perforades, i tanques d'altar) columnes, bigues i portals. Diferebtment de les formes romanes clàssiques, on cada part de l'edifici s'articulava i tenia una forma reconeguda, els nous edificis preromànics croats tenien aquestes parts unides en una massa unificada. Tot i que els edificis es van construir amb materials poc sofisticats els arquitectes demostraven tenir una excel·lent i perfecta comprensió de l'espai arquitectònic.
Les esglésies més petites són anomenades «esglésies de formes lliures», ja que els arquitectes medievals volien explorar totes les possibilitats de modelar sobre la base circular i rectangular. Les esglésies de cub amb cúpula eren una mica més senzilles (Sant Pelegrin, Dugi Otok). Les rectangulars amb la base el·líptica eren més complexes (Sant Jordi, Ravanjska). També hi ha esglésies d'una sola nau, amb cúpula per sobre de la secció mitjana (Sant. Pere a Omiš), o esglésies amb cúpules allargades amb dos absis (Església de Sant Donatus a Krk). Les més complicades eren les que es basaven en una planta de creu grega, amb cúpula al centre i absis a l'ala oriental, amb dos absis més petits a les ales septentrional i meridional (Església de la Santa Creu a Nin).

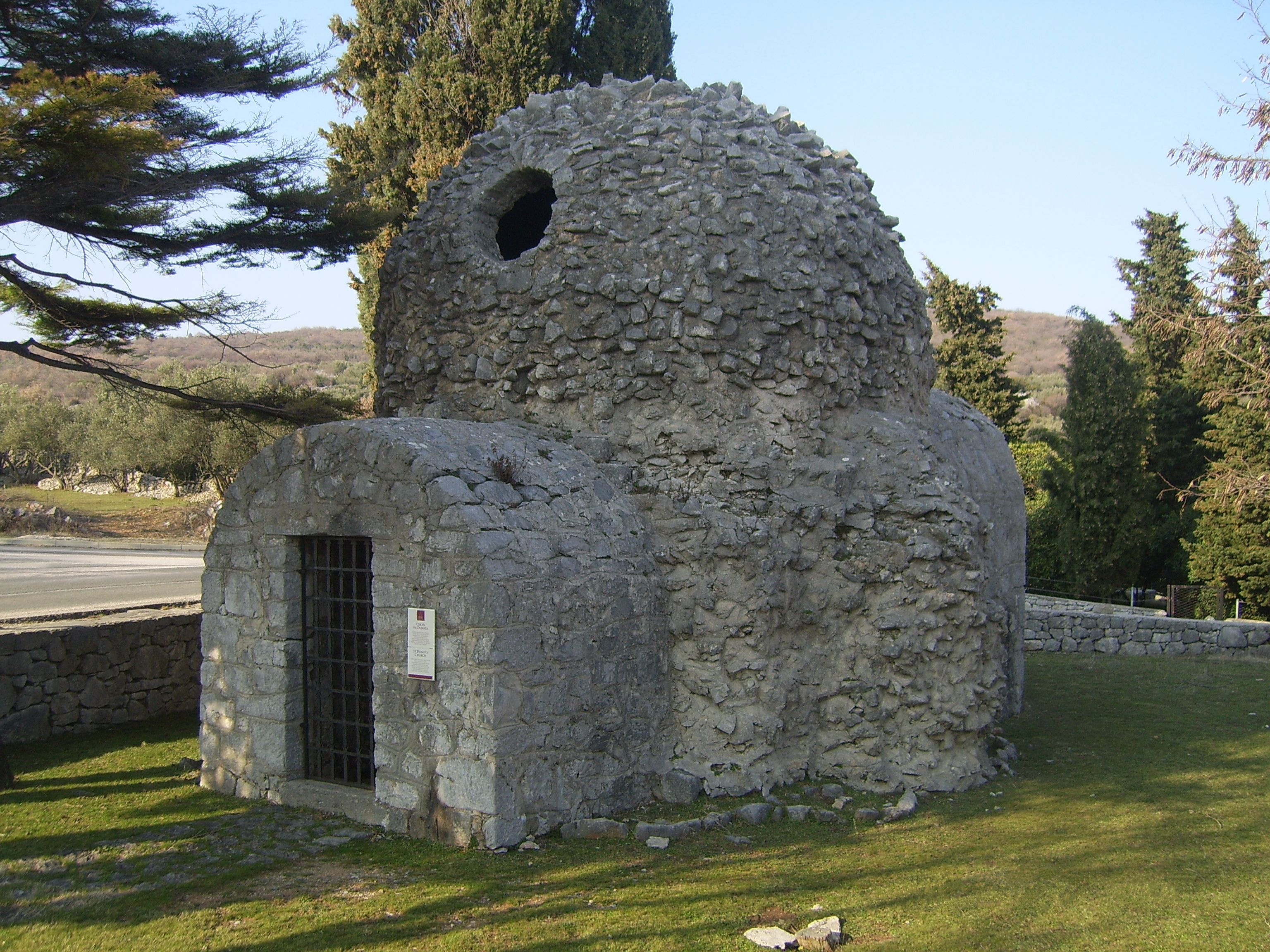
Església de Sant Donatus a l'illa de Krk.

Les esglésies més originals són les esglésies basades en un cercle amb diversos absis que s'estenen al ritme radial. L'Església dels Tres Sants a Split, compta amb sis absis radials, mentre que l'Església a Ošlje, a Ston, és l'única amb vuit absis. L'església més gran amb base circular és l'Església de St. Donat a Zadar del segle ix que al voltant de la seva base circular té una cúpula, amb una nau i galeria i tres absis a l'est. D'aquell temps, a Europa només es conserva la capella palatina de Carlemagne a Aquisgrà amb la qual es pot comparar per la seva mida i bellesa.
Les grans esglésies sovint tenien una o tres naus, com la de Santa Salvació, Cetina del segle ix, que comptava amb contraforts arrodonits i una torre de campana per sobre del portal occidental (Westwerk).
Al segle x, la reina croata Jelena de Zadar, ⁣ esposa del rei Mihajlo Krešimir II, va construir a Solin dues esglésies: l'Església de Sant Esteve de l'Illa, que va ser utilitzada com a mausoleu reial, i l'Església de la nostra Senyora de l'Illa, una de les més grans de Croàcia, que va ser utilitzada com a basílica de la corona. L'Església de Sant Esteve, es va construir en estil carolingi, amb una sala d'entrada. S'hi pot identificar una galeria envoltada de dues torres (oest), a cada costat d'un nàrtex que porta a tres naus, amb dues files de pilars i un absis quadrat al final de la nau central.
Al segle xi, al costat de l'«Església de la muntanya» a Solin, es va construir l'Església de St. Pere i Moisès (més coneguda com a «Església Buida»). L'església era una barreja d'estils preromànics croats i de la influència benedictina que havia aparegut amb l'arribada dels monjos d'aquest orde al lloc. Té tres naus, molts nínxols prims a l'interior, i tres absis, dels quals el del mig és quadrat, i altres són semicirculars a l'interior i quadrats a l'exterior. En aquesta església es venera el llegat del papa Gregori VII que va coronar el rei croat Dmitar Zvonimir.
Al nord de Croàcia només s'han localitzat alguns fragments d'entrellaçat croat, que es troben a Sisak, la capital de Ljudevit Posavski. Quan el bisbat va ser fundat a Zagreb (1090), la cultura croata a la costa ja havia crescut, i arribaria finalment a la seva independència.

## Ornaments escultòrics

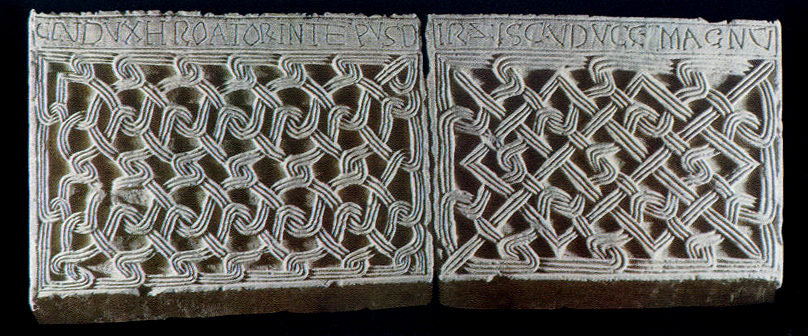
Entrellaçat croat amb inscripció del rei Stjepan Držislav del.

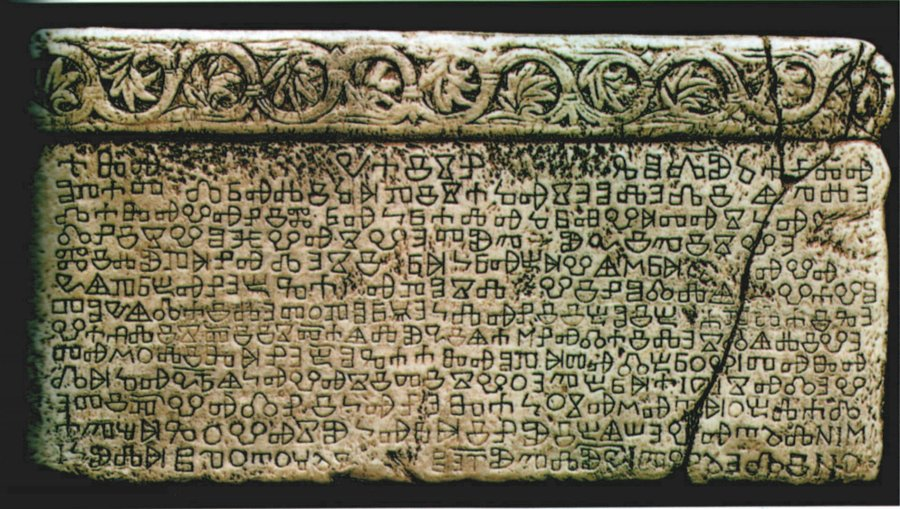
Tauleta Baška, el monument glagolític mes famós, escrit amb tipus transversals d'escriptura glagolítica del.

Les esglésies preromàniques croates també són les fonts històriques més importants d'aquella època. A les seves bigues i timpans, i a les tanques dels altars, a més d'alguns portals i cimboris, hi figuren nombrosos noms de reis, ducs i nobles croats que es mencionen com a mecenes i constructors d'aquestes esglésies. El més antic és el de l'església de Rižinice (Solin), en el qual esmenta el duc croat Trpimir (PRO DVCE TREPIMERO), al voltant de l'any 850 i en la inscripció del duc Branimir, de l'any 888, tenim l'escrit més antic en què s'esmenten els croats: CRVATORVM. A partir del segle x, s'hi escriuen els noms dels ducs Muncimir, Držislav i Svetislav, fins al rei Zvonimir de finals del segle xi. Aquesta inscripció del rei Zvonimir ja és en llengua croata, i escrita en alfabet glagolític (Tauleta Baška).
S'ha observat una alfabetització doble, i dues seqüències d'ordres en diversos monuments com la Tauleta de Plomin (Península d'Ístria) i la Tauleta de Valun (illa de Cres, segle xi) en llengua llatina, a més a més de la traducció al croat, i en l'escriptura glagolítica. No obstant això, aviat la llengua llatina va reemplaçar el glagolític, ja que era l'única forma que els croats fossin acceptats en una Europa medieval, encara fortament romanitzada. Així i tot, els croats usarien la seva llengua materna i l'escriptura antiga fins ben entrat el segle xvi, especialment a la Península d'Ístria, Kvarner i a la costa croata.

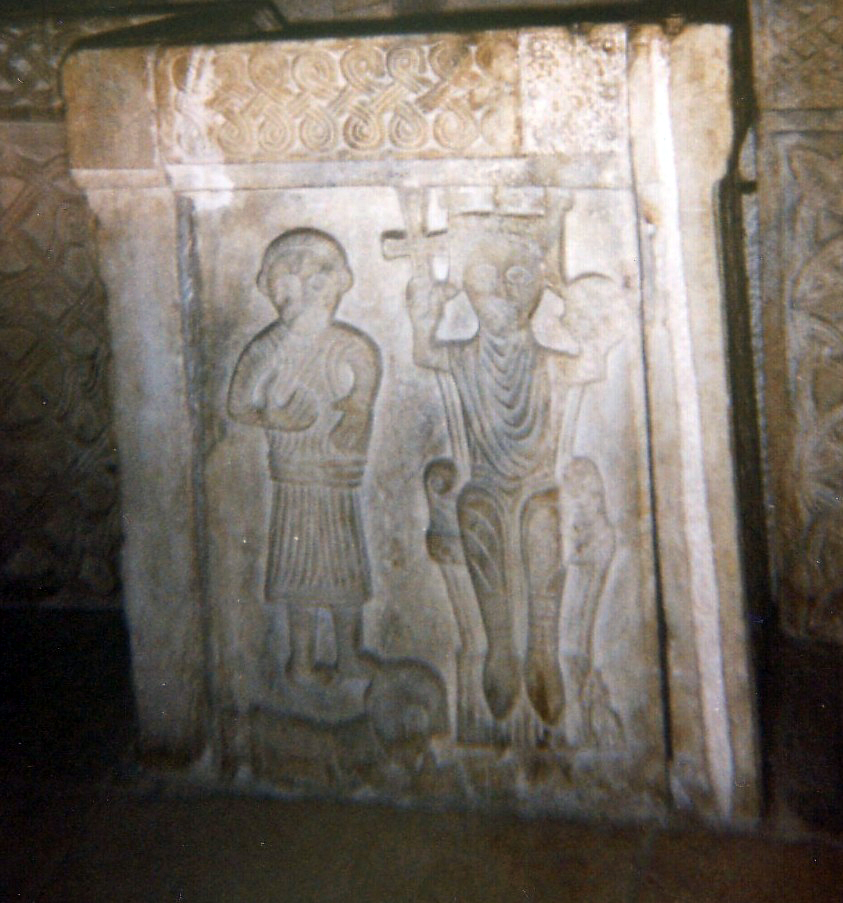
Baptisteri amb figura del rei croat del ; ara a la Catedral de Split.

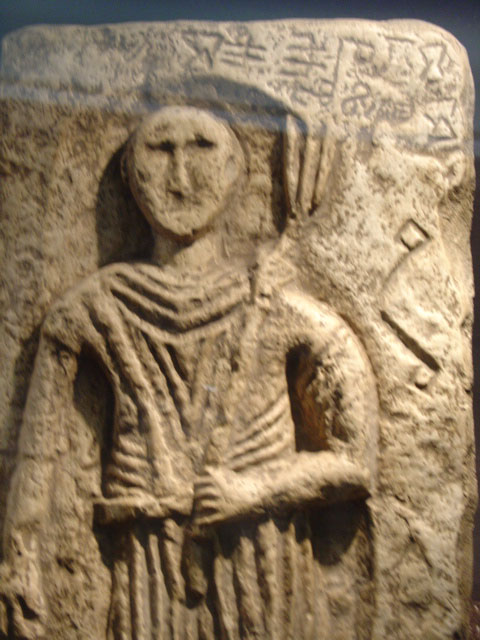
Tauleta de Plomin

A les voreres de l'altar i les finestres perforades de pedra, existeix una decoració amb un ornament d'entrellaçat superficial anomenat entrellaçat croat. Els motius d'aquest entrellaçat són sovint d'origen clàssic (ones, tres cordes entrellaçades, pentagrames, xarxes romboidals, etc.). Però mentre que en l'art romà s'utilitzava només com a marc, aquí cobreixen tota la superfície. El nombre més gran d'aquests elements i la qualitat de la pedra, ens explicaria la rica tradició de la maçoneria de nombrosos mestres i tallers a la costa est de l'Adriàtic. En comparació amb milers de fragments trobats a Dalmàcia, al nord de Croàcia només hi ha dos jaciments confirmats: un a Lobor i un a Ilok.
A vegades, l'entrellaçat es reemplaçava amb figures dels evangelis (com a la tanca de l'altar de l'Església del Diumenge Sagrat de Zadar). Però aquestes figures es retallaven, i les seves línies de caràcters es reduirien a línies gràfiques en una estilització lineal més extensa. El mateix passa amb el relleu de l'Església de la Corona Buida del rei Zvonimir a Solin. S'hi pot observar una figura del rei croat al tron amb la corona franca. Al seu costat hi figura un patge, i a terra un individu fent una reverència. Aquest relleu, del segle xv, és en una part frontal del baptisteri de la Catedral de Split.
A l'església de Santa Maria, del segle XI a Biskupija, a prop de Knin, es va trobar la figura més antiga de Maria, mare de Jesús a Croàcia.

## Pintura preromànica a Croàcia
L'entrellaçat croat va ser originalment pintat. En general, cada corda era de color groc brillant, vermell o blau. Però aquestes pintures murals, que s'esmenten en diverses fonts literàries, no s'han pogut conservar, com els retrats de la dinastia Trpimirović a l'església de Sant Jordi a Putalj per sobre de Kaštel Sućurac. Així doncs, només espot identificar un tipus de pintura preromànica croata.

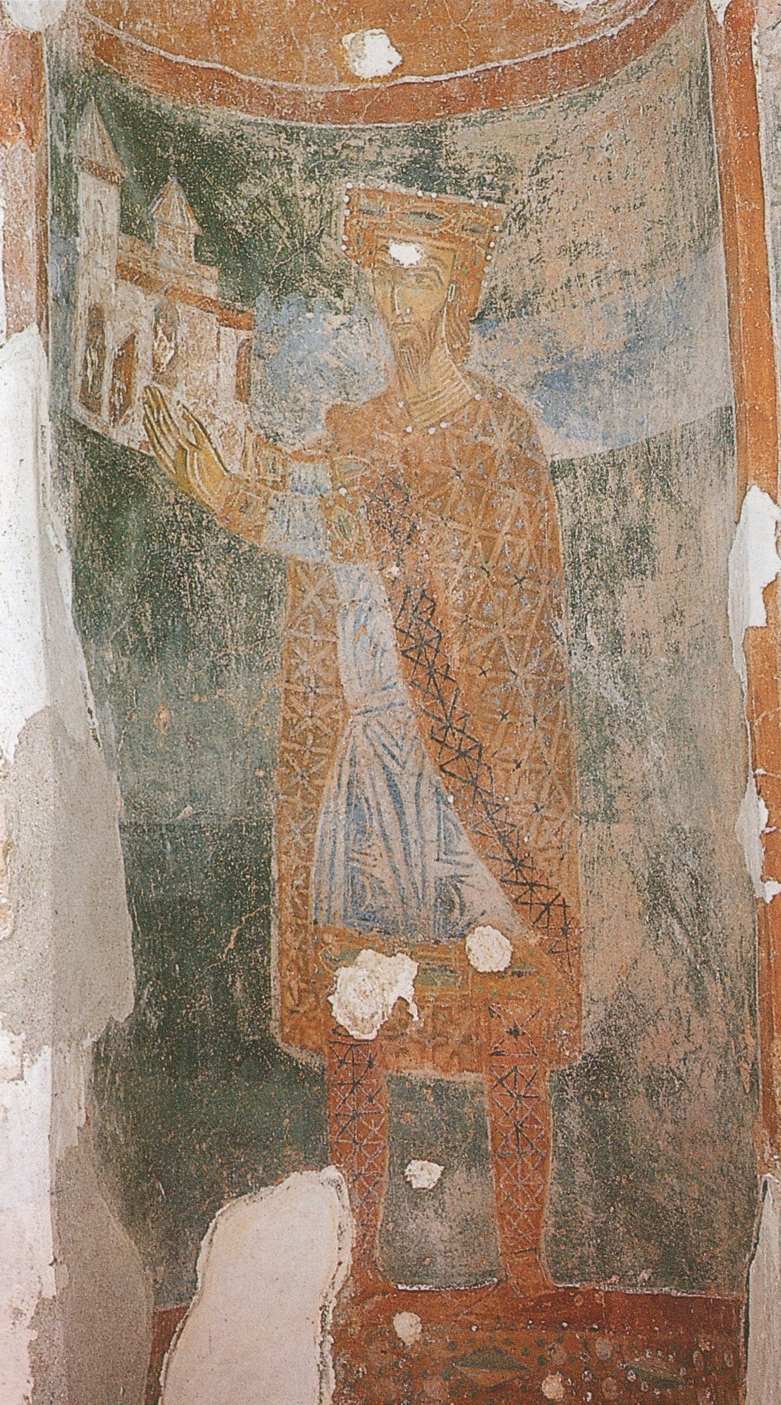
Retrat de Mihailo I de Duklja, el primer governant reconegut de Duklja en un fresc en l'Església de St. Miquel a Ston.

Les úniques pintures preservades es troben a l'Església de Sant Miquel, a prop de Ston, del segle xi. Van ser ordenades pel Dioclea governant Mihailo Vojislav. Aquest treball, obra d'un artista local, amb tècnica ruda i materials primitius, va aconseguir una forta i suggestiva expressió en els personatges retratats. La figura d'un rei, que sosté un model d'església, es troba amb la mateixa corona que el rei representat al relleu del baptisteri de Split. El seu retrat també és notable. Mostra una persona prima amb celles altes i el front arrugat, mentre que els seus llargs cabells i barba són parcialment grisos.
Afortunadament, un bon nombre de miniatures de còdexs s'han pogut preservar. Van ser fets en pergamí, amb miniatures preromàniques de gran qualitat. El més antic és el Breviari de Split, que va ser escrit i pintat del segle viii a l'XI, a partir de breviaris famosos de l'època precarolíngia. A Zagreb hi ha un Liber psalmorum, il·luminat en estil benedictí pel prior Majon, de l'arquebisbat Pere de Split (c. 1015-1030). Al Vaticà hi ha un breviari, també de l'estil benedictí, de Monte Cassino (amb inicials de fulles i caps d'animals entrellaçats) que s'originaria des del monestir de Sant Nicolau a Osor. El mateix estil d'il·luminació el podem trobar als breviaris de Trogir, Šibenik i Dubrovnik, però n'hi ha molts que van ser registrats en el seu moment (com 47 manuscrits en una sola església del monestir de Sant Pere de Seka), però finalment no s'han conservat.